# Stazione di Camnago-Lentate
La stazione di Camnago-Lentate è una stazione ferroviaria che serve il centro abitato di Camnago, frazione del comune di Lentate sul Seveso.
È posta sulla linea Chiasso-Milano, gestita da RFI, ed è origine di una breve linea di raccordo per la stazione di Seveso, dove confluisce nella Milano-Asso gestita da Ferrovienord.

## Storia
La stazione venne attivata nel 1849, all'apertura della tratta ferroviaria da Monza a Como.
Nel 1880, con l'attivazione del breve raccordo Seveso-Camnago, divenne stazione di diramazione. Tale raccordo fu costruito in particolar modo per i treni merci, ma fu utilizzato anche per alcuni treni passeggeri locali fino al 1955.
Con l'istituzione del servizio ferroviario suburbano di Milano, l'utilità del raccordo Seveso-Camnago per il traffico passeggeri venne riconsiderata: il 19 febbraio 2006 la linea S4 venne prolungata da Seveso a Camnago, realizzando così un interscambio fra la rete FN e la rete RFI. A partire dal 2008, con l'istituzione della linea S11, le coincidenze fra le due linee, entrambe cadenzate, divennero sistematiche.

## Strutture e impianti
Il fabbricato viaggiatori è costituito da un edificio in muratura sviluppato su due livelli: nel livello inferiore vi è la sala d'attesa, il livello superiore invece è ad uso abitativo (non aperto al pubblico).
Il piazzale si compone di cinque binari, di cui due tronchi, distaccati rispetto agli altri e collocati nella parte sud:
- Binario 1 Tronco: viene utilizzato dai treni della linea S4, con direzione unica verso Milano Cadorna.
- Binario 2 Tronco: viene utilizzato dai treni della linea S4, con direzione unica verso Milano Cadorna.
- Binario 1: viene utilizzato dai treni con numerazione pari, cioè quelli che si dirigono verso Nord in direzione Como-Chiasso.
- Binario 2: viene utilizzato dai treni con numerazione dispari, cioè quelli che si dirigono verso Sud in direzione Milano.
- Binario 3: è un binario su tracciato deviato e viene usato per le precedenze fra i treni accessibile a 60 km/h.

Nel 2013 in prossimità della stazione è stato inaugurato un impianto di manutenzione di Trenord.

## Movimento
La stazione è servita da treni suburbani svolti da Trenord nell'ambito del contratto di servizio stipulato con la Regione Lombardia: è raggiunta infatti dalle linee del servizio ferroviario suburbano di Milano S4 (di cui è capolinea) e S11.

## Servizi
La stazione offre i seguenti servizi:
- Biglietteria automatica
- Bar

## Interscambi
- Fermata autobus
- Stazione taxi